# Daniel Herberg
Daniel Herberg (Oberstdorf, 7 de marzo de 1974) es un deportista alemán que compitió en curling.
Ganó una medalla de plata en el Campeonato Mundial de Curling Masculino de 2004 y dos medallas de oro en el Campeonato Europeo de Curling, en los años 2002 y 2004.
Participó en dos Juegos Olímpicos de Invierno, ocupando el sexto lugar en Salt Lake City 2002 y el sexto en Vancouver 2010, en la prueba masculina.

## Palmarés internacional
| Campeonato Mundial | Campeonato Mundial  | Campeonato Mundial | Campeonato Mundial |
| Año                | Lugar               | Medalla            | Prueba             |
| ------------------ | ------------------- | ------------------ | ------------------ |
| 2004               | Gävle (Suecia)      | Medalla de plata   | Equipo             |
| Campeonato Europeo |                     |                    |                    |
| Año                | Lugar               | Medalla            | Prueba             |
| 2002               | Grindelwald (Suiza) | Medalla de oro     | Equipo             |
| 2004               | Sofía (Bulgaria)    | Medalla de oro     | Equipo             |